# ماريا تاناسي
ماريا تاناسي (بالرومانية: Maria Tănase)‏ (25 سبتمبر 1913-22 يونيو 1963) هي مغنية فلكلورية رومانية مشهورة.

## روابط خارجية
- ماريا تاناسي على موقع IMDb (الإنجليزية)
- ماريا تاناسي على موقع ميوزك برينز (الإنجليزية)
- ماريا تاناسي على موقع ديسكوغز (الإنجليزية)